# Thomas Carlyle
Thomas Carlyle (Ecclefechan, 4 dicembre 1795 – Londra, 5 febbraio 1881) è stato un saggista, storico e filosofo scozzese. Fu tra i più famosi critici del primo periodo vittoriano.

## La vita e le opere
Proveniva da una famiglia povera e di stretta osservanza calvinista, convinta che Carlyle sarebbe divenuto un predicatore. Del resto, i valori del calvinismo rimasero assai influenti sulla sua vita e sulla sua opera. La combinazione di temperamento religioso e di smarrimento della fede cristiana tradizionale fece in modo di attrarre l'attenzione di molti vittoriani sulla sua opera. Tutto il XIX secolo fu infatti attraversato da importanti rivoluzioni tecnologiche e da sconvolgimenti politici che favorirono la crisi dell'ordine sociale tradizionale. Un riflesso di questa situazione è ravvisabile nella stessa vita di Carlyle, il quale, in tarda età, prenderà posizione a favore dello schiavismo, vittima forse di un irrigidirsi del proprio pensiero, ormai distante tanto dal passato che egli stesso aveva contribuito a mettere in discussione, quanto dal futuro, altrettanto dimentico delle pulsioni spirituali a lui care.
Carlyle ricevette la prima educazione all'Accademia di Annan. Frequentò per un breve periodo l'università e dopo averla lasciata divenne insegnante di matematica, prima ad Annan, poi a Kirkcaldy. Qui divenne intimo amico del mistico Edward Irving. Tra il 1819 e il 1821, Carlyle ritornò all'Università di Edimburgo ma non concluse alcuno studio. Fu qui che incappò in un'intensa crisi spirituale, esperienza che elaborò nel materiale biografico concernente il Diogenes Teufelsdröckh di Sartor Resartus. Fu sempre qui che incominciò a interessarsi di letteratura tedesca: in particolare, è il trascendentalismo tedesco (soprattutto Fichte) che lo interessò. Nel 1826, Carlyle sposò Jane Welsh (1801-1866), la quale si dichiarava, peraltro, discendente dal predicatore John Welsh.

## Poetica di Carlyle

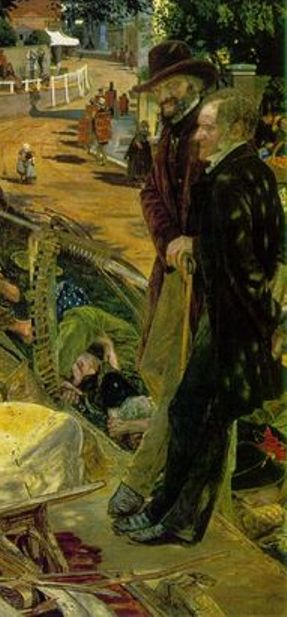
Carlyle e Frederick Maurice ritratti in un particolare di Work (1865) di Ford Madox Brown

I suoi scritti riflettono la disillusione con gli amari conflitti sociali che si affacciavano nel periodo della rivoluzione industriale. Criticò i suoi contemporanei attaccando il loro materialismo e la loro fiducia ottimistica nel progresso, e proponendo il concetto di eroe (come i grandi uomini, quali Lutero, Dante, Shakespeare, Cromwell, Federico II di Prussia, ecc.) come il solo arbitro della bontà e della giustizia umana. In questo senso, la sua opera manifesta un'affinità con il Romanticismo, in particolare tedesco, in campo sia letterario che filosofico.
La sua ricerca culturale fu ripresa con essenziali cambiamenti da Ralph Waldo Emerson, che introdusse l'idea, radicalmente diversa e intimamente democratica, di "uomini rappresentativi".
Pur appartenendo Carlyle al tardo illuminismo scozzese, i suoi pamphlet, saggi e discorsi raggiungono una dimensione internazionale.
D'altra parte, internazionale è anche la sua formazione: egli conosce a tal punto il pensiero tedesco moderno da potersi permettere una Life of Schiller e una traduzione del Wilhelm Meister di Goethe, mentre in ambito filosofico trasse ispirazione da Kant e da Fichte.
Si stabilisce intanto a Londra, ormai divenuta la capitale del mondo moderno, in cerca di un più vasto pubblico.
Il saggio Chartism del 1839 - scritto l'anno prima del People's Charter - mette in guardia dalla crescente minaccia della lotta di classe affermando che These Chartism, Radicalism, Reform Bill... are our French Revolution e inquadrando The condition of England Question (il problema della condizione inglese). Attraverso lo sguardo spietato e commosso di Carlyle, tutto il malessere, l'ansia di riscatto di grandi folle di popolo acquistano un'epicità lampeggiante di bagliori eroici e apocalittici. Past and present (1843) ribadisce l'idea vittoriana, d'origine medievale, di un passato stratificato e meno conflittuale e ammette che la rivoluzione industriale ha completamente stravolto società ed istituzioni.
Il grande trattato storico French Revolution: a history del 1837, ha inizio con la morte di Luigi XV e con la descrizione delle carenze dell'ancien régime per arrivare fino a Napoleone e alla successiva perdita di controllo della situazione. L'autore utilizza anche documenti storici fino ad allora considerati marginali come lettere, articoli di giornale e pamphlet. Ancora una volta (come in Chartism) l'Inghilterra viene messa in guardia dagli sconvolgimenti sociali. Nello stile di Carlyle si sentono il ritmo biblico e il peso che hanno valori quali la sottomissione a Dio e l'impegno nel lavoro.
Nel saggio Gli eroi del 1841 definisce la storia come quella rappresentata dalle grandi personalità e si sofferma sullo studio delle manifestazioni di eroismo umano.
In seguito riafferma una dura critica nei confronti della società meccanica, alla quale ne contrappone, invece, una spirituale impregnata di volontà e valori morali. L'universo non è un bazar ma il tempio dello spirito. La scienza non è in grado di spiegare i fondamentali quesiti del mondo e nemmeno di porsi come chiave di accesso alle conoscenze e ai misteri. La materia esiste solo per lo spirito, e rappresenta la parte esteriore delle idee. Gli eroi sono gli strumenti della provvidenza divina che governa la storia, e grazie alla loro azione l'umanità lascia una traccia di sé ai posteri.

## Fortuna
Carlyle viene annoverato tra quegli esponenti del romanticismo inglese che, insieme a Coleridge, contribuirono a far conoscere la cultura tedesca in patria, ponendo le premesse anche per la nascita di un idealismo britannico.
Per quanto si riconosca che Carlyle è stato uno dei maggiori pensatori del XIX secolo, a oscurare la sua fortuna postuma hanno concorso due fattori fondamentali: innanzitutto, le posizioni razziste da lui assunte nelle ultime opere e, in secondo luogo, la passione che Adolf Hitler nutriva per la biografia scritta da Carlyle su Federico II di Prussia. È stato dunque facile legare il suo nome ad un pensiero severo e intollerante (si veda anche la riflessione sugli eroi, che tanto influenzerà Emerson, non a sproposito associata al superomismo successivo), per quanto sia vero che le posizioni espresse, ad esempio, nel Sartor Resartus lasciano intendere, piuttosto, una sensibilità solipsistica dell'uomo superiore di fronte alla legge.

## Opere
- 1824 Life of Schiller, comprehending an examination of his works
- 1827 German romance: Specimens of its chief authors with biographical and critical notices
- 1829 Signs of the Time
- 1831-1834 Sartor Resartus, trad. it. di Carla Maggiori, Sartor Resartus, Liberilibri, Macerata, 2009
- 1837 French Revolution: a history (La rivoluzione francese, traduzione di Ernestina Ciccotti-D'Errico, Milano, Bietti, 1951)
- 1839 Critical and miscellaneous essays
- 1839 Chartism trad it. a cura di Giuseppe Nori, Cartismo, Liberilibri, Macerata, 1999
- 1841 On heroes, hero-worship and the heroic in history
- 1843 Past and present
- 1845 Oliver Cromwell's letters and speeches: with elucidations
- 1850 Latter-day pamphlets
- 1851 Life of John Sterling
- 1858-1865 History of Friedrich II of Prussia, called Frederick the Great
- 1875 Early kings of Norway
- 1875 Essay on the Portraits of John Knox
- 1883 Count Cagliostro